# Jacinda Ardern

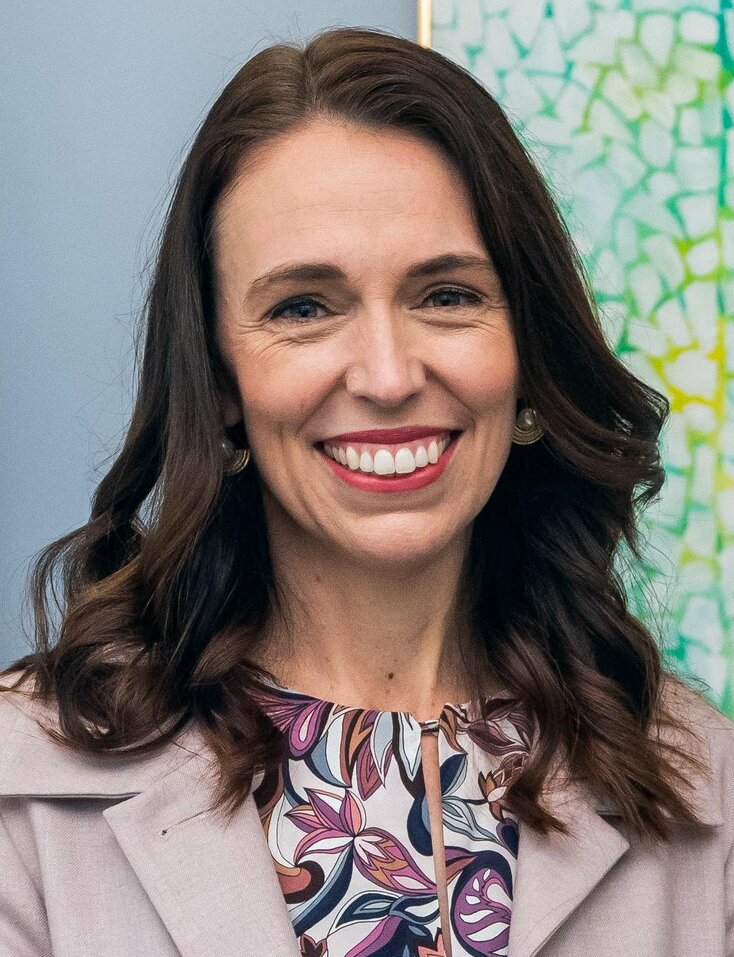
Jacinda Ardern (2022)

Dame Jacinda Kate Laurell Ardern [dʒəˈsɪndə ɑːrˈdɜːrn], GNZM (* 26. Juli 1980 in Hamilton) ist eine neuseeländische Politikerin. Sie war ab August 2017 Vorsitzende der New Zealand Labour Party und amtierte ab Oktober 2017 als 40. Premierminister von Neuseeland. Im Oktober 2020 wurde sie bei der Parlamentswahl für weitere drei Jahre im Amt bestätigt. Im Januar 2023 gab sie überraschend ihren Rücktritt bis spätestens zum 7. Februar 2023 bekannt und wurde bereits am 25. Januar 2023 durch Chris Hipkins abgelöst.
Am 5. April 2023 hielt Ardern ihre Abschiedsrede im neuseeländischen Parlament, dem sie seitdem nicht mehr angehört. Zwei Tage zuvor hatte der Premierminister Chris Hipkins Ardern zur Sonderbeauftragten für den Christchurch Call ernannt, einem Zusammenschluss von mehr als 120 Staaten, Technikfirmen und Organisationen der Zivilgesellschaft.

## Herkunft, Ausbildung und Familie
Jacinda Ardern wurde 1980 als Tochter von Laurell und Ross Ardern – beide Mormonen – in Hamilton geboren. Sie besuchte die Primary und Secondary School in Morrinsville, einer Provinzstadt in der Region Waikato. Es folgten einige Jahre in Murupara, wo ihr Vater Polizeibeamter war. Ihr 1999 begonnenes Studium an der University of Waikato beendete sie mit dem Bachelor of Communication Studies.
Zusammen mit ihrem Lebensgefährten, dem Fernseh- und Radiomoderator Clarke Gayford, hat Ardern eine Tochter, die am 21. Juni 2018 – als sie bereits als Premierministerin amtierte – zur Welt kam. Sie war damit – nach der Pakistanerin Benazir Bhutto 1990 – die zweite gewählte Regierungschefin eines Staates, die während ihrer Amtszeit ein Kind bekam. Sie lebt mit ihrer Familie in Auckland. Am 13. Januar 2024 heiratete Ardern Gayford in Havelock North in der Region Hawke’s Bay.
Aus Anlass ihres Amtsantritts als Premierministerin war Ardern in der Fernsehsendung The Project von Moderator Jesse Mulligan und später ein weiteres Mal von Mark Richardson in der AM Show des Senders TV3 nach ihrem Kinderwunsch gefragt worden. Sie konterte, dass es – wie im Human Rights Act von 1993 festgelegt – nicht akzeptabel sei, dass Frauen im Zusammenhang mit ihrem Arbeitsplatz nach ihrem Kinderwunsch befragt werden und dass es für einen Arbeitgeber illegal ist, eine derzeitige oder potenzielle Arbeitnehmerin zu diskriminieren, weil sie schwanger ist oder in Zukunft Kinder haben möchte. Was folgte, war eine landesweite öffentliche Diskussion, in der ihr eine Mehrheit der Befragten recht gab.

## Politische Karriere

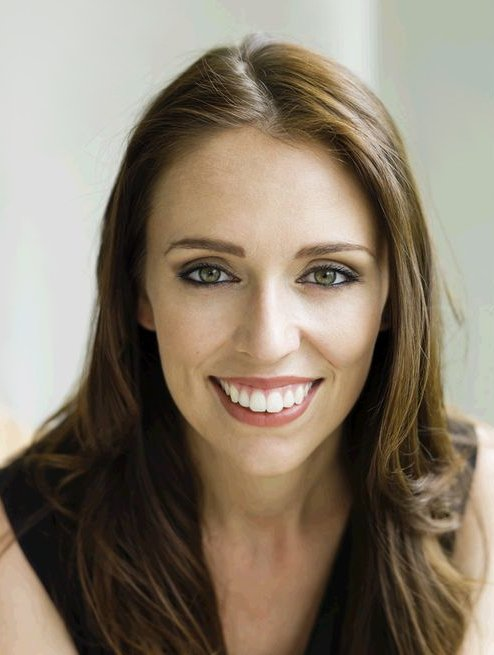
Ardern (2011)

Im Alter von 17 Jahren trat Ardern in die Labour Party ein. Nach ihrem Studium der Politikwissenschaften und Public Relations arbeitete sie zuerst für den Parlamentsabgeordneten Phil Goff und anschließend für die Premierministerin Helen Clark. 2005 ging sie nach London, wo sie während zweieinhalb Jahren im Cabinet Office des britischen Premierministers Tony Blair als Stellvertretende Leiterin der Better Regulation Executive tätig war. 2007 wurde sie Präsidentin der International Union of Socialist Youth.
2008 gewann Ardern einen Parlamentssitz für die Labour Party in Waikato und war bis zu ihrem Rücktritt 2023 ununterbrochen Mitglied des neuseeländischen Repräsentantenhauses. In ihrer Antrittsrede forderte sie die Einführung eines obligatorischen Unterrichts in maorischer Sprache in den Schulen des Landes und verurteilte die Regierung für die aus ihrer Sicht „beschämende“ Reaktion auf den Klimawandel. Als jüngstes Parlamentsmitglied wurde sie zur Partei-Sprecherin der Labour Party für Jugendfragen ernannt und darüber hinaus in die Sonderausschüsse für Regulations Review und Justice and Electoral gewählt. Ardern wurde Sprecherin ihrer Partei für Kinder-Angelegenheiten (2012), für Kunst, Kultur und kulturelles Erbe (2013), für Justiz und für Kleinbetriebe (2014). Zudem war sie ab 2015 Stellvertretende Sprecherin für Auckland-Angelegenheiten. 2014 wurde sie vom World Economic Forum zum Young Global Leader ernannt. Nach ihrem Umzug nach Auckland ließ sie sich mit ihrer Familie im Stadtteil Mt. Albert nieder. Bei einer Nachwahl im gleichnamigen Wahlbezirk gewann sie im Februar 2017 ihr erstes Direktmandat. Einen Monat später wurde sie stellvertretende Oppositionsführerin.
Nach dem Rücktritt von Andrew Little als Vorsitzendem der Labour Party Ende Juli 2017 übernahm Ardern am 1. August die Parteiführung. Damit wurde sie zugleich Oppositionsführerin im Parlament von Neuseeland. Nach einer Blitzumfrage der Tageszeitung New Zealand Herald stieß der Wechsel an der Parteispitze auf breite Zustimmung in der Bevölkerung: Unter Little wollten zuletzt nur noch 24 Prozent der Wähler der Labour Party ihre Stimme geben. Dagegen konnten sich Anfang August 2017 bereits 46 Prozent der Befragten vorstellen, Labour zu wählen.
Nach der Parlamentswahl im September 2017 wurde Ardern nach der Koalition ihrer Partei mit der Partei New Zealand First von Winston Peters und unter Duldung der Green Party of Aotearoa New Zealand zu Neuseelands 40. Prime Minister gewählt und am 26. Oktober 2017 von der Generalgouverneurin von Neuseeland, Patsy Reddy, vereidigt.
Am 19. Januar 2023 kündigte Ardern ihren Rücktritt zum 7. Februar an. Sie begründete dies damit, dass sie nicht mehr genug Kraft habe, um das Amt weiter auszufüllen. Zugleich kündigte sie die Neuwahl des Parlaments zum 14. Oktober 2023 an.

## Politik als Premierministerin
Ardern verfolgte eine progressive Politik. Sie setzte sich für eine multilaterale Politik und für Klimaschutz ein, um die globale Erwärmung zu bekämpfen. Als Premierministerin setzte sie unter anderem ein reformiertes Steuersystem zugunsten von Familien, eine bessere Förderung ländlicher Regionen und Maßnahmen für bezahlbares Wohnen durch.
Ardern setzte sich erfolgreich für die Entkriminalisierung der Abtreibung in Neuseeland ein.
Im Oktober 2020 gewann Ardern mit ihrer Labour Party die Parlamentswahl in Neuseeland 2020 mit großem Vorsprung. Labour erreichte als erste Partei seit Einführung des Verhältniswahlrechts in den 1990er Jahren die absolute Mehrheit. Medien sprachen von „Erdrutschsieg“ und führten diesen auf die sehr erfolgreiche Politik Arderns im Hinblick auf die COVID-19-Pandemie zurück. Neuseeland war es zu diesem Zeitpunkt bereits zum zweiten Mal gelungen, keinen einzigen bekannten aktiven Corona-Fall im Land zu haben. Insgesamt hatten sich in Neuseeland bis zur Wahl weniger als 2000 Menschen infiziert, und 25 Menschen starben.
Ab dem 6. November 2020 war Arderns zweites Kabinett im Amt, das sie als „unglaublich divers“ vorstellte. Um die Zusammenarbeit mit der Green Party aus dem Vorgängerkabinett fortzusetzen, schloss sie ein Kooperationsabkommen mit der Partei. In Umwelt- und Wohlstandsfragen seien sich die Parteien in vielen Punkten einig, „die gut für Neuseeland sind“, begründete sie die Entscheidung.
Ministerposten im 1. Kabinett Ardern:
| Minister                                        | vom              | bis              |
| ----------------------------------------------- | ---------------- | ---------------- |
| Prime Minister                                  | 26. Oktober 2017 | 6. November 2020 |
| Minister for Arts, Culture and Heritage         | 26. Oktober 2017 | 6. November 2020 |
| Minister for Child Poverty Reduction            | 26. Oktober 2017 | 6. November 2020 |
| Minister for National Security and Intelligence | 26. Oktober 2017 | 6. November 2020 |

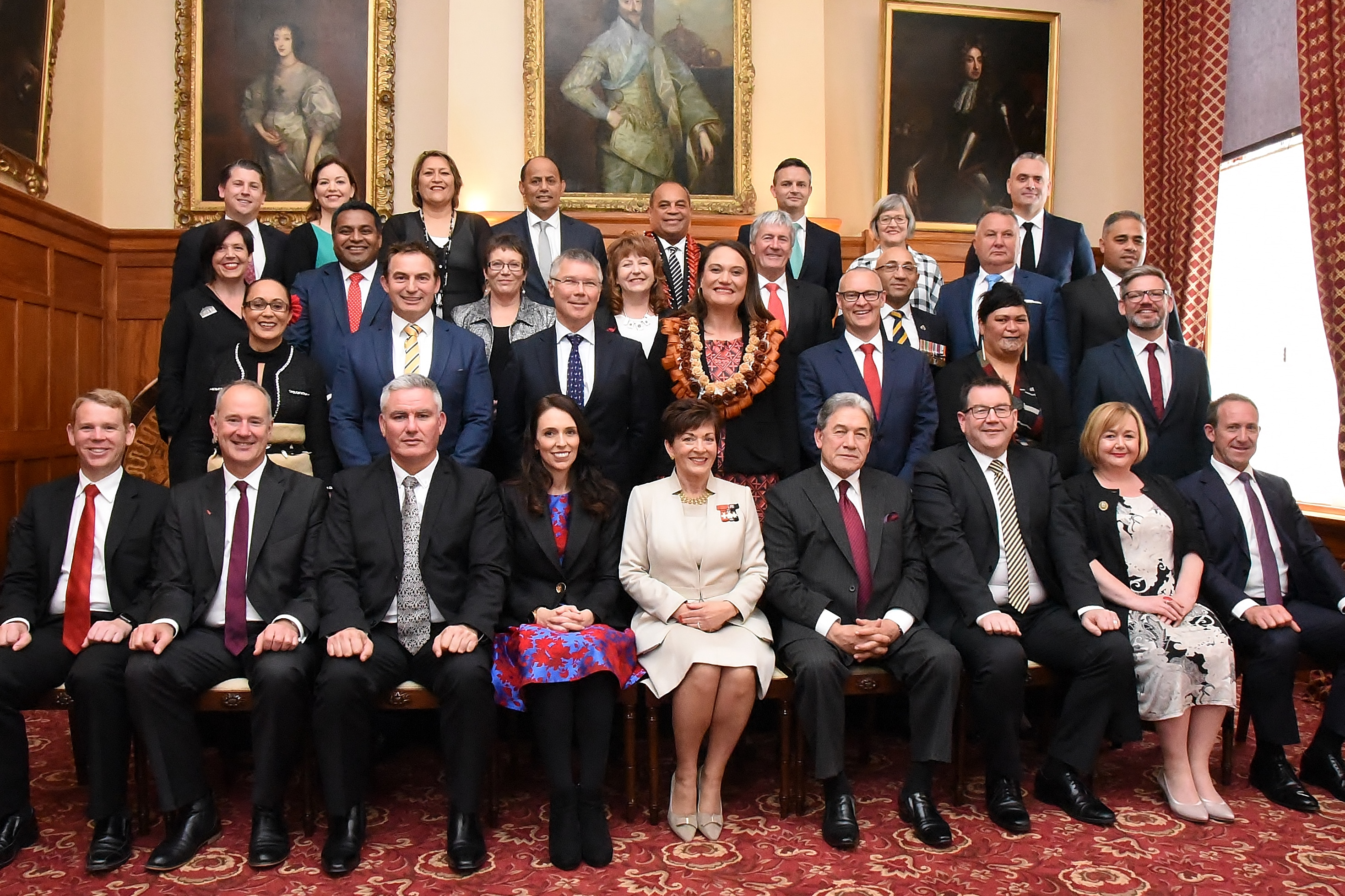
Ardern (2017)
4. von links in der ersten Reihe

Ministerposten im 2. Kabinett Ardern:

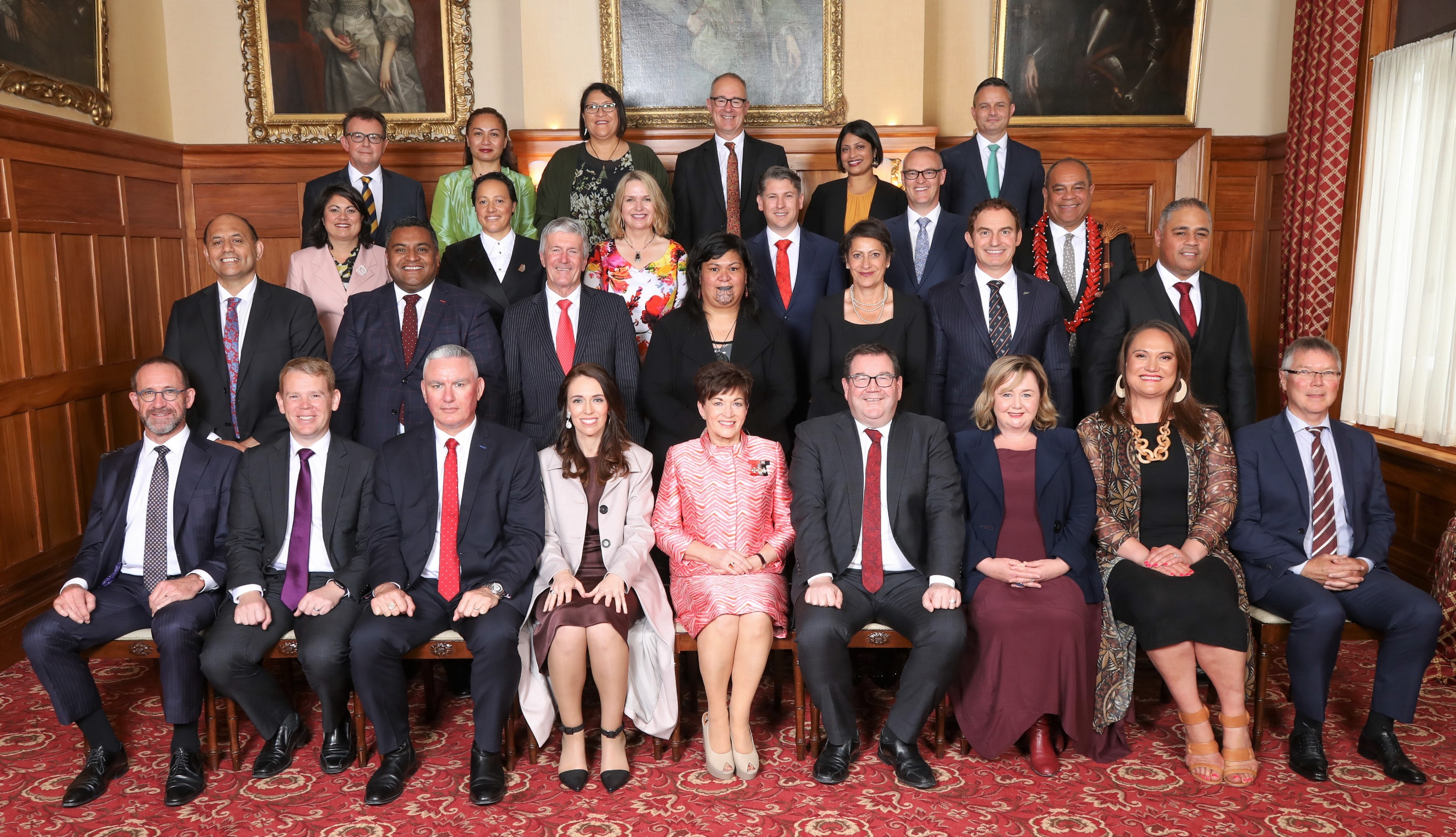
Ardern (2020)
4. von links in der ersten Reihe

| Minister                                        | vom              | bis  |
| ----------------------------------------------- | ---------------- | ---- |
| Prime Minister                                  | 6. November 2020 | 2023 |
| Minister for Child Poverty Reduction            | 6. November 2020 | 2023 |
| Minister for National Security and Intelligence | 6. November 2020 | 2023 |
| Minister Responsible for Ministerial Services   | 6. November 2020 | 2023 |
| Associate Minister Arts, Culture and Heritage   | 6. November 2020 | 2023 |

### Einführung des Wellbeing Budget

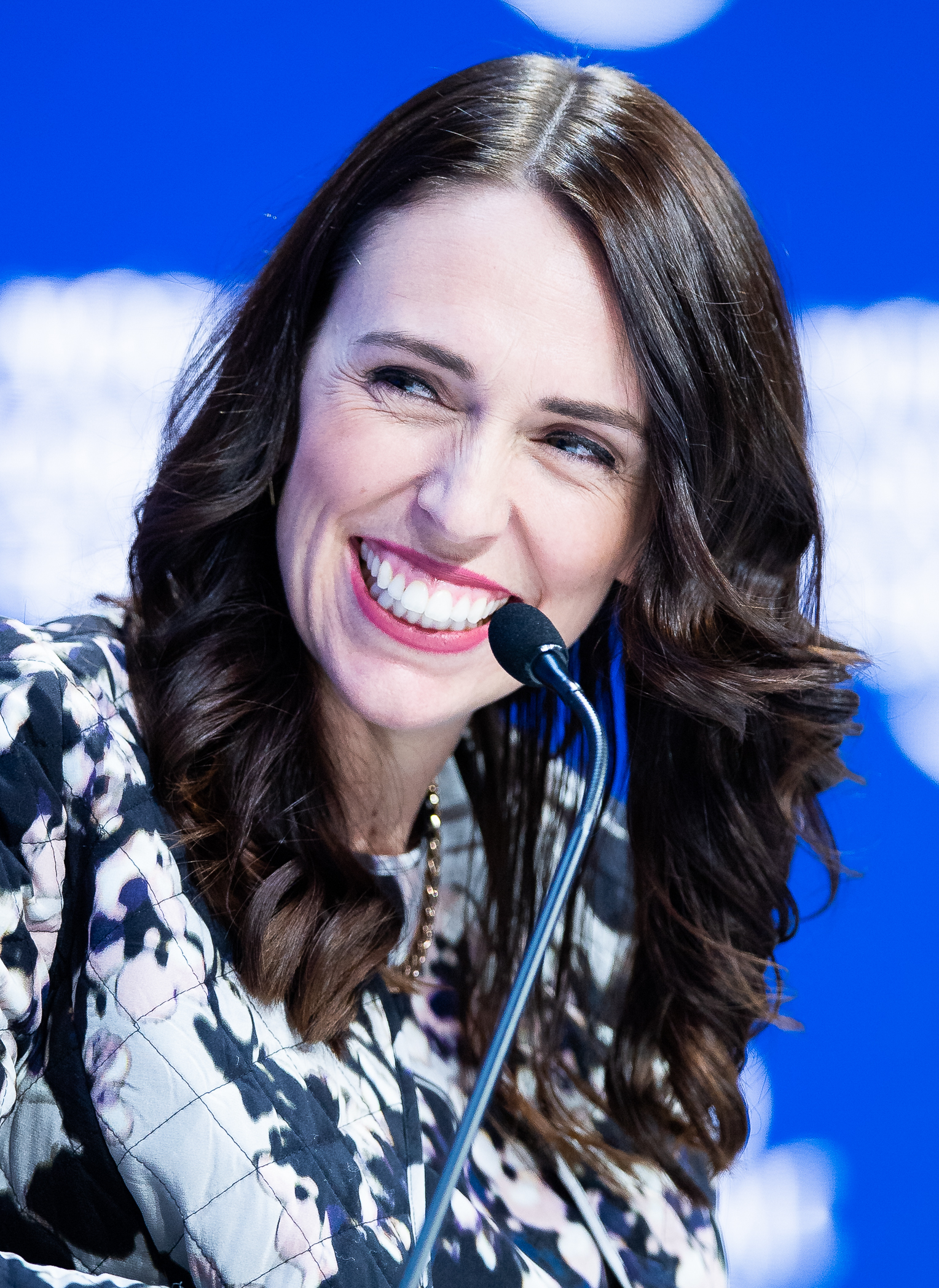
Ardern während des WEF 2019

Auf dem World Economic Forum kündigte Ardern im Januar 2019 an, dass Neuseeland in seiner Finanzpolitik einen neuen Ansatz verfolgen wolle. Er sieht vor, dass nicht nur der ökonomische Wohlstand, sondern auch das gesellschaftliche Wohlbefinden berücksichtigt wird. In der Praxis sollen die einzelnen Ministerien aufzeigen, wie die staatlichen Ausgaben den Menschen zugutekommen. So sollen zum Beispiel mit jedem Budget zugleich die Zahlen zur Kindesarmut vorgelegt werden.
Im Mai 2019 stellte die neuseeländische Regierung das weltweit erste Wellbeing Budget vor. Es setzt fünf Schwerpunkte:
- Unterstützung des Übergangs zu einer nachhaltigen und emissionsarmen Wirtschaft,
- Unterstützung einer florierenden Nation im digitalen Zeitalter,
- Erhöhung der Einkommen, Fähigkeiten und Möglichkeiten der indigenen Bevölkerung,
- Verringerung der Kinderarmut
- sowie die Unterstützung der psychischen Gesundheit mit einem besonderen Fokus auf junge Menschen.[28]

Die größte Budgeterhöhung erfolgte im Bereich psychische Gesundheit. In diesem Gebiet sollen über vier Jahre hinweg 1,9 Mrd. NZ$ eingesetzt werden. Auch in Maßnahmen zur Bekämpfung von häuslicher Gewalt wurde die Rekordsumme von 320 Mio. NZ$ investiert.
Das Wellbeing Budget wurde einerseits sehr gelobt, etwa von der Mental Health Foundation of New Zealand, andererseits aber auch scharf abgelehnt. Oppositionsführer Simon Bridges von der New Zealand National Party kritisierte beispielsweise, dass Familien mehr Geld für Essen, Benzin und Miete in ihrer Haushaltskasse wünschten, während ihre Steuern in Bahnverbindungen, Verteidigungskräfte und Bäume investiert würden.

### Terroranschlag von Christchurch
In Arderns Amtszeit als Premierministerin fiel der Terroranschlag auf zwei Moscheen in Christchurch durch den australischen Rechtsterroristen Brenton Tarrant im März 2019 mit 51 Toten. Als Reaktionen darauf kündigte sie eine zügige Verschärfung des Waffenrechts an und setzte diese innerhalb weniger Tage auch durch.
Dafür und für Arderns Umgang mit den Opfern des Anschlags wurde sie überwiegend gelobt, etwa als sie Verletzte und Hinterbliebene mit einem Kopftuch bekleidet besuchte, um ihre Solidarität zu zeigen, sie umarmte und keinerlei Berührungsängste zeigte. Sie zeigte sich damit als weltoffen, verständnisvoll und souverän und wird seither von den Muslimen in Neuseeland sehr geschätzt. Ihre allgemeine Popularität zeigte sich auch daran, dass ein Video – in dem sie die Errungenschaften ihrer ersten zwei Jahre im Amt aufzählt – im November desselben Jahres viral wurde.

### Maßnahmen gegen COVID-19
Die zielgerichteten Maßnahmen gegen die COVID-19-Pandemie in Neuseeland steigerten Arderns Popularität laut Umfragen zusätzlich. Nach einem strengen zweimonatigen Lockdown erklärte sie Neuseeland am 8. Juni 2020 covidfrei. Bis dahin waren 1504 Infektions- und 22 Todesfälle bekannt geworden. Am 15. Juni 2020 wurde jedoch bekannt, dass zwei Einreisende aus dem Vereinigten Königreich das Virus erneut nach Neuseeland eingeschleppt hatten.

### Außenpolitik
Laut Ardern beeinflusst der russische Überfall auf die Ukraine auch die Sicherheit Neuseelands, denn er stellt eine „unmittelbare Bedrohung der territorialen Integrität eines anderen Landes, der Demokratie und der regelbasierten Weltordnung, auf die auch Länder wie wir sich verlassen“, dar. Die Gefahr einer weiteren Militarisierung der indopazifischen Region steige zudem durch das aggressive Vorgehen Chinas. Das Konzept einer „feministischen Außenpolitik“ lehnt Ardern ab, da sich Außenpolitik nicht durch die Geschlechterbrille betrachten lasse.

## Zeit nach ihrer Amtsaufgabe
Wie Sicherheitsexperten, Forscher der University of Auckland und Journalisten des New Zealand Herald herausgefunden hatten, waren in Chatrooms beleidigende, wütende oder auch drohende Nachrichten zu finden, die an die damalige Premierministerin gerichtet waren. In eigener Untersuchung des New Zealand Herald fanden die Journalisten heraus, dass in Online-Angriffen auf Ardern Vergewaltigungs- und Morddrohungen ausgesprochen, ihre Person als „dämonisch“ oder „böse“ dargestellt, oder sie als Adolf Hitler beleidigt wurde. Sicherheitsexperten vermuteten, sie werde noch jahrelang besonderen Polizeischutz benötigen.
Am 5. Juni 2023 wurde sie als Dame Grand Companion des New Zealand Order of Merit (GNZM) nobilitiert und führt seither das Adelsprädikat Dame.
Im Januar 2024 heiratete sie ihren langjährigen Partner Clarke Gayford.
Am 3. Juni 2025 erschien ihre Autobiografie A Different Kind of Power.

## Widmungen
2021 benannte der Biologe Stephen A. Trewick die flugunfähige Wetaart Hemiandrus jacinda aus der Unterordnung der Langfühlerschrecken zu Ehren Arderns. 2020 wurde die Flechte Ocellularia jacinda-arderniae aus der Ordnung der Graphidales nach ihr benannt.

## Werke
- A Different Kind of Power. Ein Memoir. deutschsprachige Übersetzung: Sylvia Bieker, Henriette Zeltner-Shane, Penguin Random House, 2025, ISBN 978-3-442-76277-4.